# Остащенко-Кудрявцев Борис Павлович
Борис Павлович Остащенко-Кудрявцев (9 січня 1877, Санкт-Петербург — 1 жовтня 1956, Харків) — астрометрист-картограф, професор (1935), доктор фізико-математичних наук (1936), Заслужений діяч наук УРСР.

## Біографія
Остащенко-Кудрявцев Б. П. народився у родині архітектора. У 1894 році закінчив Третю Санкт-Петербурзьку класичну гімназію із золотою медаллю. Після закінчення Санкт-Петербурзького університету з дипломом І ступеня в 1898 році, працював у Пулковській астрономічній обсерваторії. Протягом 1901—1902 — в її відділенні в Одесі. З 1909 року став керувати Миколаївським відділенням Пулковської обсерваторії.
Декан і заступник ректора Миколаївського народного робочого університету (1917). У 1918 — ректор Миколаївського матроського університету. Організував при Миколаївській губнаросвіті школи для дорослих (1919), голова Комісії з охорони пам'яток мистецтва та старовини, голова Миколаївського товариства народних університетів, професор Миколаївського ІНО (1919—1923), в якому читав комплекс астрономічних дисциплін.
З 1924 по 1941 рік працював у Харківській астрономічній обсерваторії. Одночасно був деканом, заступником директора, завідувачем кафедри у Харківському геодезичному і землевпорядчому інституті. Також у 1924—1929 роках був ученим консультантом Українського геодезичного управління. У 1930—1934 роки завідував картографічним сектором Українського науково-дослідного інституту геодезії і картографії. 1936 року Остащенко-Кудрявцев Б. П. отримав ступінь доктора фізико-математичних наук.
З 1941 по 1944 — завідувач кафедри геодезії Гірничо-металургійного інституту у м. Алма-Ата (Казахська РСР). З 1944 — завідувач кафедри вищої геодезії Харківського інженерно-будівельного інституту і начальник астрометричного відділу Харківської обсерваторії. У 1952 році Остащенку-Кудрявцеву Б. П. присвоєне звання «Заслужений діяч наук УРСР» (1952). З 1955 року став завідувати кафедрою маркшейдерської справи Харківського гірничого інституту.

## Наукова діяльність
У 1896 році Остащенко-Кудрявцев Б. П. був учасником експедиції Російського географічного товариства з дослідження Курської магнітної аномалії. За аналіз магнітних та астрономічних спостережень проведених з 1899 по 1907 роки нагороджений премією Російського Географічного Товариства.
На посаді директора Миколаївського відділення Пулковської обсерваторії організував будівництво астрономічного павільйону, який використувався для спостереження за зірками по Міжнародній програмі з фотографування неба.
Остащенко-Кудрявцев Б. П. автор ряду наукових праць у галузі астрономії, з розробки проблем теорії картографічних проєкцій.